# Świnna Poręba
Świnna Poręba ist eine Ortschaft mit einem Schulzenamt der Gemeinde Mucharz im Powiat Wadowicki der Woiwodschaft Kleinpolen in Polen.

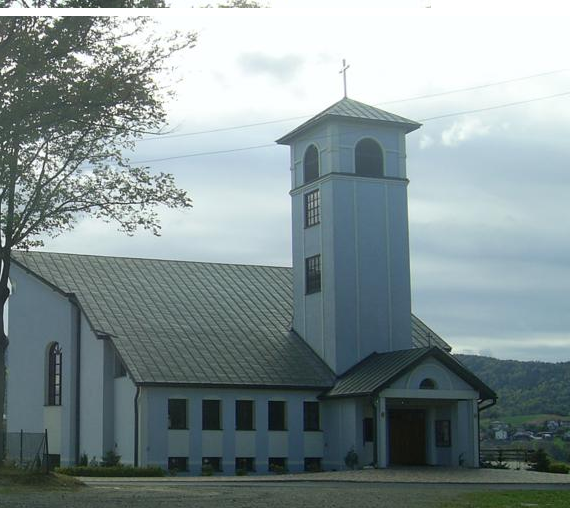
Ortskirche

## Geographie
Der Ort liegt am linken Ufer des Flusses Skawa unter den Kleinen Beskiden. Die Nachbarorte sind Ponikiew-Chobot im Nordwesten, Jaroszowice im Nordosten, Zagórze im Südosten sowie Koziniec im Südwesten.

## Geschichte
Der Ort wurde wahrscheinlich von Żegota von Benkowicz nach dem Jahr 1333 gegründet, aber wurde erst im Jahr 1379 erstmals urkundlich erwähnt, als es von Wierzbięta von Małoszów an Piotrasz von Klecza verkauft wurde. Der Name poręba bedeutet „Waldlichtung“, „Kahlschlag“, świnna ist ein Adjektiv abgeleitet vom Wort świnia (Schweine).
Im 16. Jahrhundert wurde er nach Walachischem Recht übertragen.
Politisch gehörte das Dorf ursprünglich zum Herzogtum Auschwitz, dies bestand ab 1315 in der Zeit des polnischen Partikularismus. Seit 1327 bestand die Lehnsherrschaft des Königreichs Böhmen. Seit 1445 gehörte es zum Herzogtum Zator, dieses wurde im Jahr 1494 an den polnischen König verkauft. Anschließend wurde das Herzogtum Auschwitz-Zator im Jahr 1564 völlig dem Königreich Polen angeschlossen, als Kreis Schlesien der Woiwodschaft Krakau, ab 1569 in der polnisch-litauischen Adelsrepublik.
Bei der Ersten Teilung Polens kam Świnna Poręba 1772 zum neuen Königreich Galizien und Lodomerien des habsburgischen Kaiserreichs (ab 1804). Ab 1782 gehörte es dem Myslenicer Kreis (1819 mit dem Sitz in Wadowice). Nach der Aufhebung der Patrimonialherrschaften bildete es nach 1850 eine Gemeinde im Gerichtsbezirk Wadowice im Bezirk Wadowice.
1918, nach dem Ende des Ersten Weltkriegs und dem Zusammenbruch der k.u.k. Monarchie, kam Świnna Poręba zu Polen. Unterbrochen wurde dies nur durch die Besetzung Polens durch die Wehrmacht im Zweiten Weltkrieg. Es gehörte dann zum Landkreis Bielitz im Regierungsbezirk Kattowitz in der Provinz Schlesien (seit 1941 Provinz Oberschlesien).
Von 1975 bis 1998 gehörte Świnna Poręba zur Woiwodschaft Bielsko-Biała.
2017 wurde der gleichnamige Stausee geflutet.

## Verkehr
Durch Świnna Poręba verläuft die Staatsstraße DK 28, die Zator durch Nowy Sącz mit Przemyśl verbindet.